# Белорусы

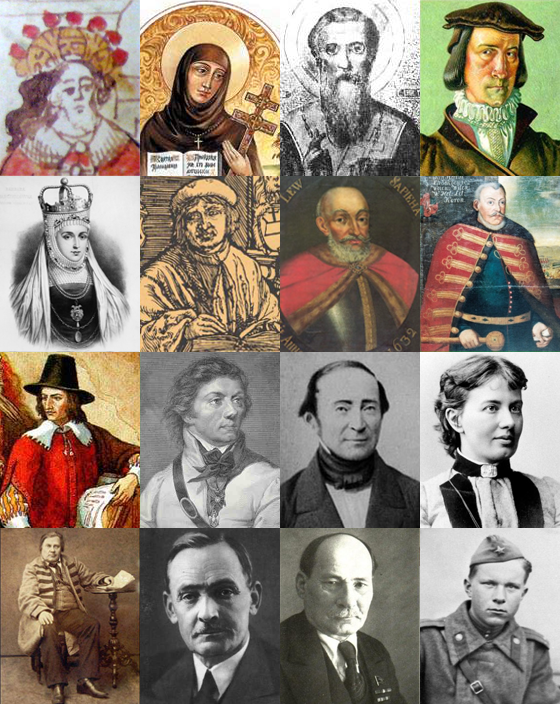
Всеслав Чародей· Евфросиния Полоцкая · Кирилл Туровский · Николай Гусовский · Барбара Радзивилл · Франциск Скорина · Лев Сапега · Ян Кароль Ходкевич · Казимир Семенович · Тадеуш Костюшко · Игнат Домейко · Софья Ковалевская · Винцент Дунин-Марцинкевич · Янка Купала · Якуб Колас · Василий Быков

Белору́сы (бел. беларусы [bʲeɫaˈrusɨ]) — восточнославянский народ (этнос и нация) общей численностью около 10 миллионов человек. Основное население Республики Беларусь, где является крупнейшей по численности национальностью (около 8 миллионов человек, или 84,9 % населения страны в 2019 году). Значительное число белорусов населяет смежные с Беларусью территории России, Украины, Польши, Латвии и Литвы, где являются национальным меньшинством. Белорусы широко расселились по территории бывшего СССР, а также переселились в ряд стран за его пределами (Польша, США, Канада, Германия).
Белорусский язык является национальным языком белорусского народа. Его считает родным языком абсолютное большинство его представителей, при этом, из-за длительной русификации, бо́льшая часть белорусов говорит в настоящее время в быту, в основном, на русском.

## Этногенез
Этногенез белорусов происходил на территории Верхнего Поднепровья, Среднего Подвинья, и Верхнего Понеманья. Нет единого мнения о хронологических рамках формирования белорусской народности. Некоторые исследователи (Г. В. Штыхов, М. А. Ткачёв) считают, что белорусский этнос существовал уже в XIII веке, а процесс формирования белорусской народности начался в XVII—XVIII веках. Археолог В. В. Седов считал, что белорусское этническое сообщество сложилось в XIII—XIV веках, М. Я. Гринблат — в период с XIV по XVI век.
Существуют несколько концепций этногенеза белорусов:
- «племенная» (Е. Ф. Карский, М. Я. Гринблат, М. В. Довнар-Запольский, В. И. Пичета) — этническая консолидация восточнославянских племён кривичей, радимичей, дреговичей, волынян и других племён по различным социально-экономическим, политическим, военным и религиозным причинам в X—XII веках[38][39];
- «древнерусская» (С. А. Токарев, П. Н. Третьяков, Б. А. Рыбаков, Б. Н. Флоря) — белорусы образовались в результате распада древнерусской народности в XII—XIII веках; по другому мнению, единая древнерусская народность просуществовала до рубежа XVI—XVII веков[40];
- «балтская» В. В. Седова — балты явились этническим субстратом (подосновой), в результате миксации и взаимоассимиляции балтов с пришлыми славянами сформировался белорусский этнос;
- «финская» И. А. Ласкова — предками белорусов были финно-угры.

В XIX веке существовали также польская и великорусская концепции, суть которых заключалась в том, что этническая территория белорусов рассматривается в качестве исконно польской или исконно великорусской, соответственно.

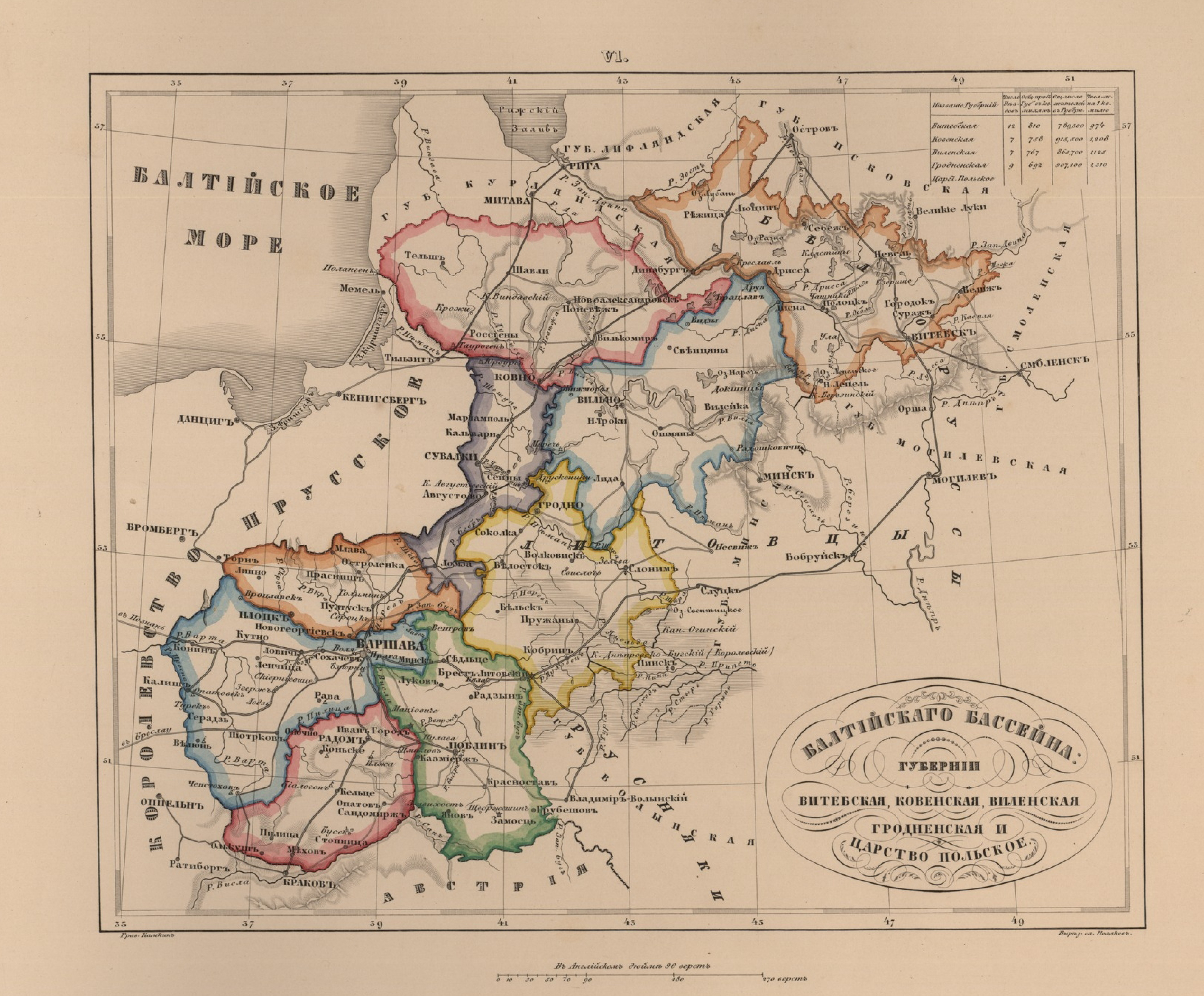
Карта № 6 из книги "Географический атлас Российской империи, 1851. «Белорусы» находятся в Витебской области

## Этноним
Первый зафиксированный письменно прецедент употребления термина «белорус» (Leucorussus) как самоназвания выходцев с современной этнической территории Беларуси относится к 1586 году: поэт-латинист Соломон Рысинский подписался как Solomo Pantherus Leucorussus («белорус»), а впоследствии применял и подпись Solomo Rysinius Sarmata («сармат»).
В Русском государстве по отношению ко всему восточнославянскому населению Речи Посполитой использовался термин «белорусцы», который со временем сузился до восточнославянского населения Великого княжества Литовского. До XIX века в качестве самоназвания употреблялись этноним «русины» или политоним «литвины». К концу XIX века термин «белорус» (либо «белорусс») закрепился за населением всей территории Беларуси. Ещё в 1926 году в русском языке основное написание этого слова имело «-сс» (двойное).

## Численность и расселение
Согласно переписи населения Республики Беларусь 2019 года, количество белорусов составило 7 991 тыс. чел. (84,9 % населения страны). Белорусы проживают также в России, на Украине, в Латвии (преимущественно в Латгалии), Польше (преимущественно в Подлясском воеводстве), Литве, Эстонии, Молдове, Казахстане, США, Канаде, Австралии, Германии, Чехии, Бельгии и других странах.

### Этническая территория

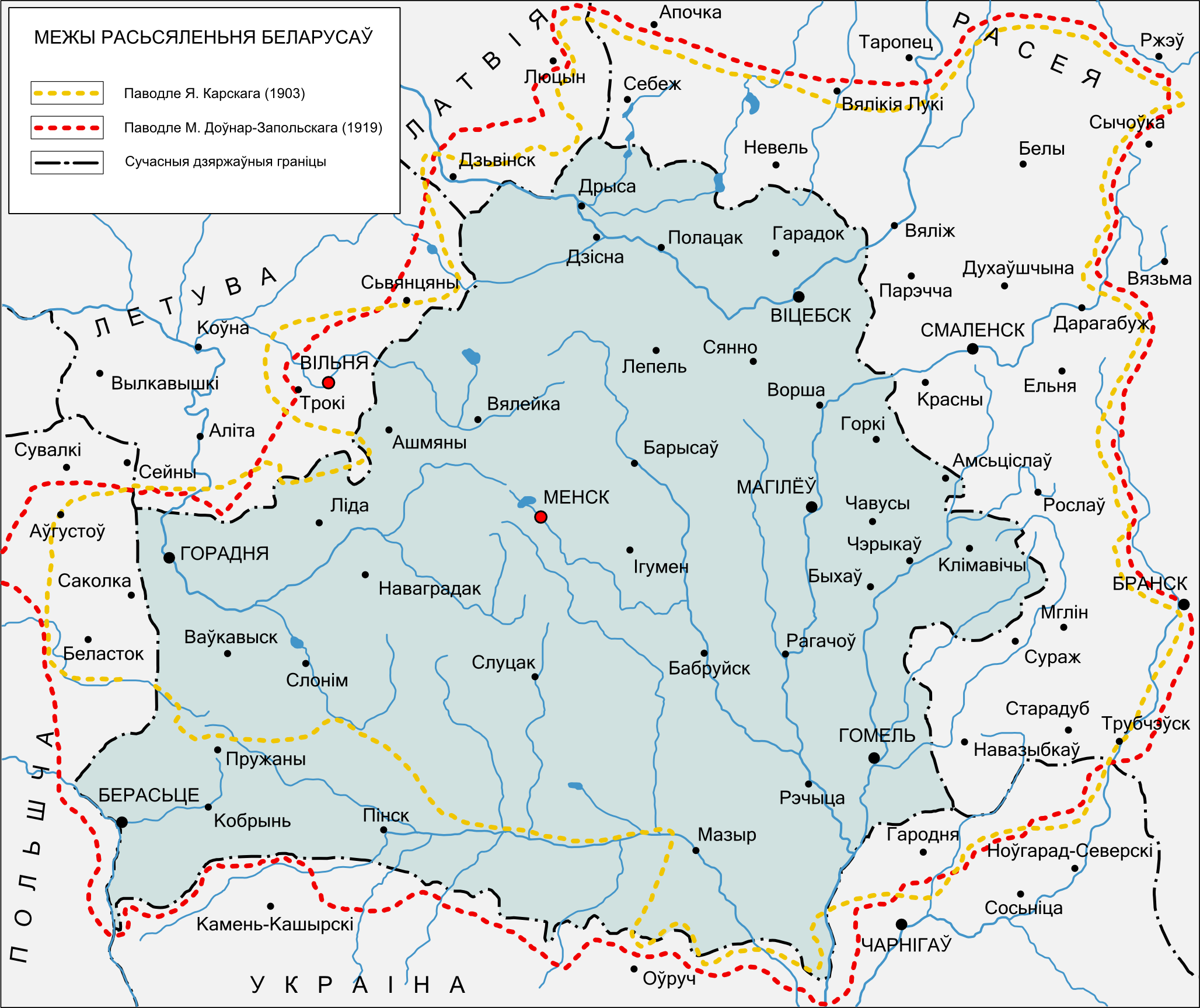
Границы белорусской этнической территории
Согласно Е. Карскому (1903)
Согласно М. Довнар-Запольскому (1919)
Современные государственные границы

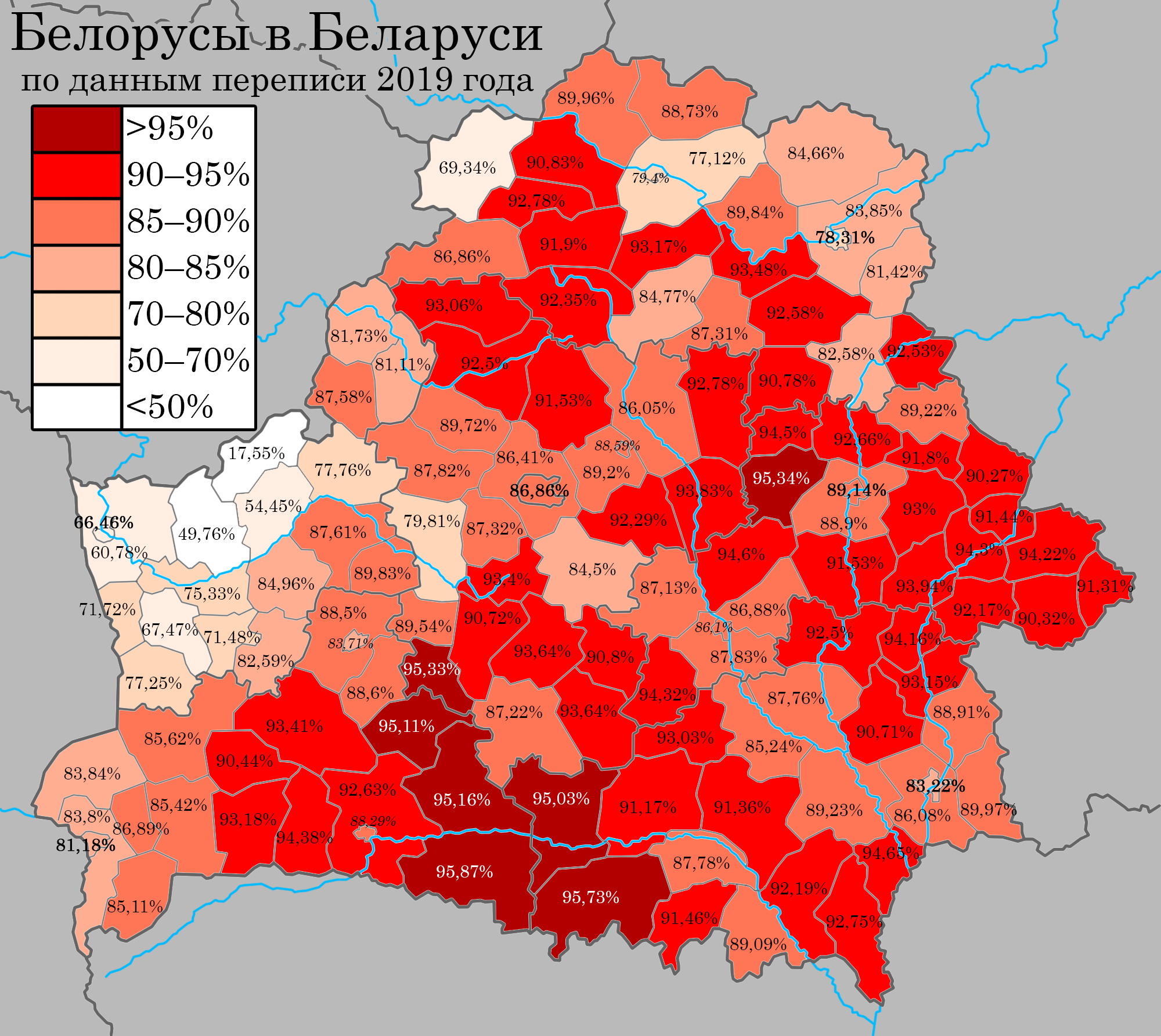
Доля белорусов по районам Беларуси (по данным переписи 2019 года)

В начале XX века по данным официальных переписей и научных исследований белорусы составляли бо́льшую часть населения современных Смоленской, Брянской и некоторых районов Псковской и Тверской областей (Россия), а также Виленщины (Литва), Белостока (Польша) и некоторых местностей Латгалии (Латвия) и Черниговской области (Украина).
Большую часть этих территорий лидеры провозглашённой в 1918 году Белорусской Народной Республики (БНР) хотели видеть в составе БНР, также большая часть этих земель была объявлена частью образованной 1 января 1919 года в Смоленске Социалистической Советской Республики Белоруссии (ССРБ). Однако в ходе Гражданской войны и интервенции ССРБ прекратила своё существование, её территория частично вошла в Литовско-Белорусскую Советскую Социалистическую Республику, а часть была передана в состав РСФСР (Могилёвская, Витебская губернии, а также белорусские части Смоленской и Черниговской губерний. Западная Белоруссия по итогам войны вошла в состав Польши. Позднее в состав Белорусской Советской Социалистической Республики в 1924 и 1926 годах были переданы Витебская, Могилёвская и Гомельская области. В сентябре — начале октября 1939 года в результате раздела Польши в ноябре 1939 произошло воссоединения западной и восточной Белоруссии, в 1940 году три пограничных района с литовским и польским населением были переданы Литовской ССР. По окончании Второй Мировой войны в 1945 году Советский Союз вернул Польше 17 районов Белостокской и три района Брестской областей, установив границу по т. н. линии Керзона. В послевоенный период (до 1959 года) неоднократно происходили обмены населением с Польшей: этнические поляки выезжали в Польшу, а этнические белорусы — в Беларусь. Тем не менее в составе Беларуси остались территории с преобладанием польского населения (например, Вороновский район Гродненской области), а в составе Польши пограничные с Беларусью районы со значительной долей белорусского населения в окрестностях Хайнувки и Бельска-Подляского.
Присоединение этнических белорусских земель к другим государствам, а также отсутствие возможности получения образования на родном языке (в 1930-е годы любая белорусская деятельность на Смоленщине попала под запрет), в это же время латвийские власти окончательно ликвидировали белорусские образовательные учреждения на Двинщине, в 1945 году правительство Литовской ССР в лице министра просвещения Ю. Жюгжды не позволило открыть в Вильнюсе ни одной белорусской школы, а также были ликвидированы Виленская белорусская гимназия и учительская семинария.

### Диаспора
В начале XX века некоторая часть белорусов эмигрировала в Соединённые Штаты, Бразилию и Канаду. После Первой мировой войны из-за изменения границ места компактного проживания белорусов оказались в Польше, Литве и Латвии; в 1920-х сложилась активная белорусская диаспора и в Чехословакии. В советскую эпоху происходила внутренняя миграция белорусов в другие советские республики, именно таким образом образовались значительные белорусские диаспоры в Эстонии, Казахстане, Центральной России. После распада СССР несколько тысяч белорусов выехали в страны Европейского союза, США, Канаду и Россию.

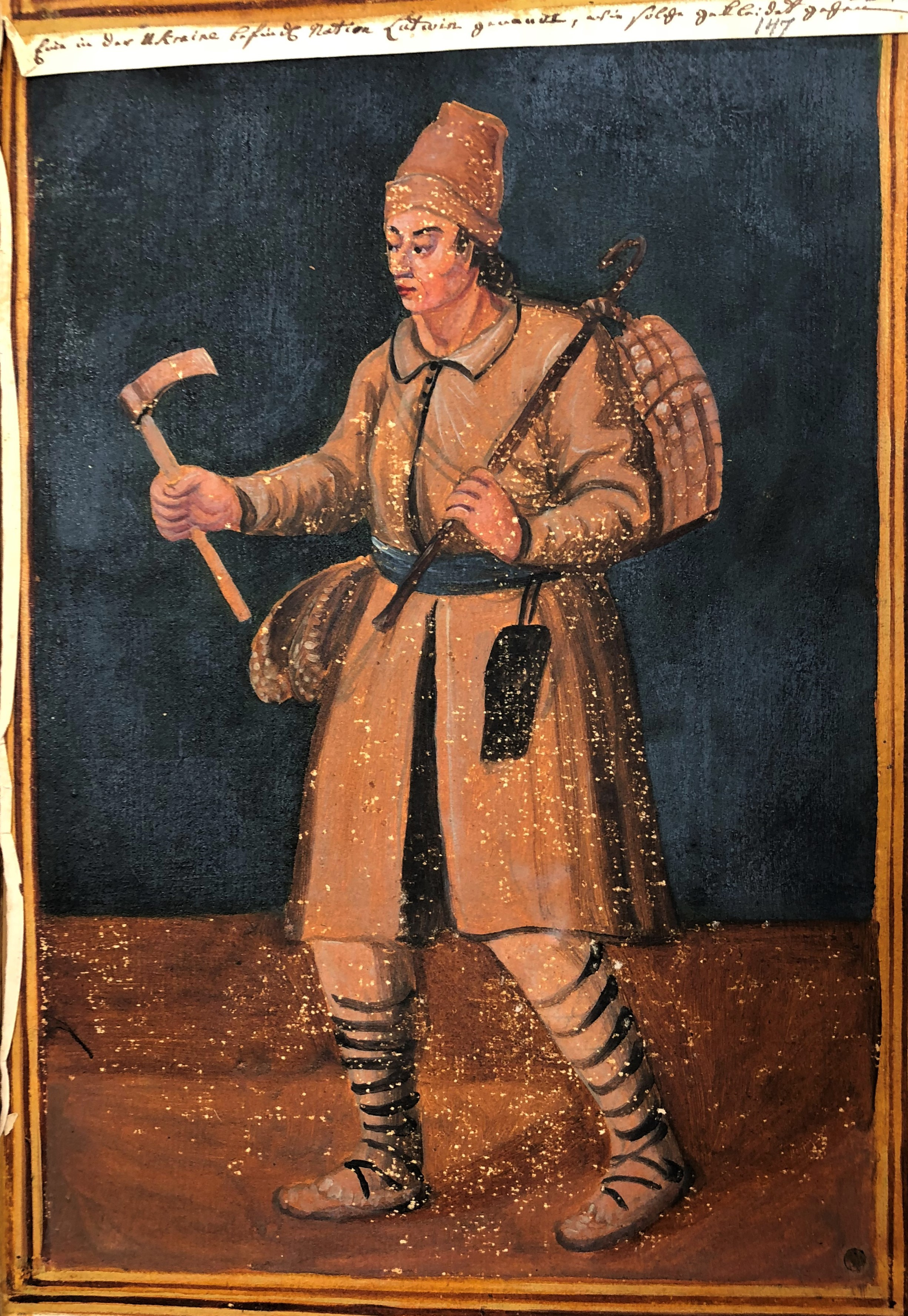
Бортник литвин (белорус) в Украине. Этнографическиий ресунок 1730—1740

## Этническая история
Со второй половины X века до середины XIII века крупнейшими княжествами на территории современной Беларуси являлись Полоцкое, Турово-Пинское и Городенское княжества. В этот период на белорусские земли приходит христианство, основываются Полоцкая и Туровская епархии. Развивается письменность на основе церковнославянского языка.
В середине XIII—XIV веков литовские и белорусские земли стали основой формирования Великого княжества Литовского. С середины XIII века до 1569 года Великое княжество Литовское было отдельным государством, а после Люблинской унии 1569 года и до конца XVIII века входило в Речь Посполитую в качестве одной из двух составных частей этого конфедеративного государства.

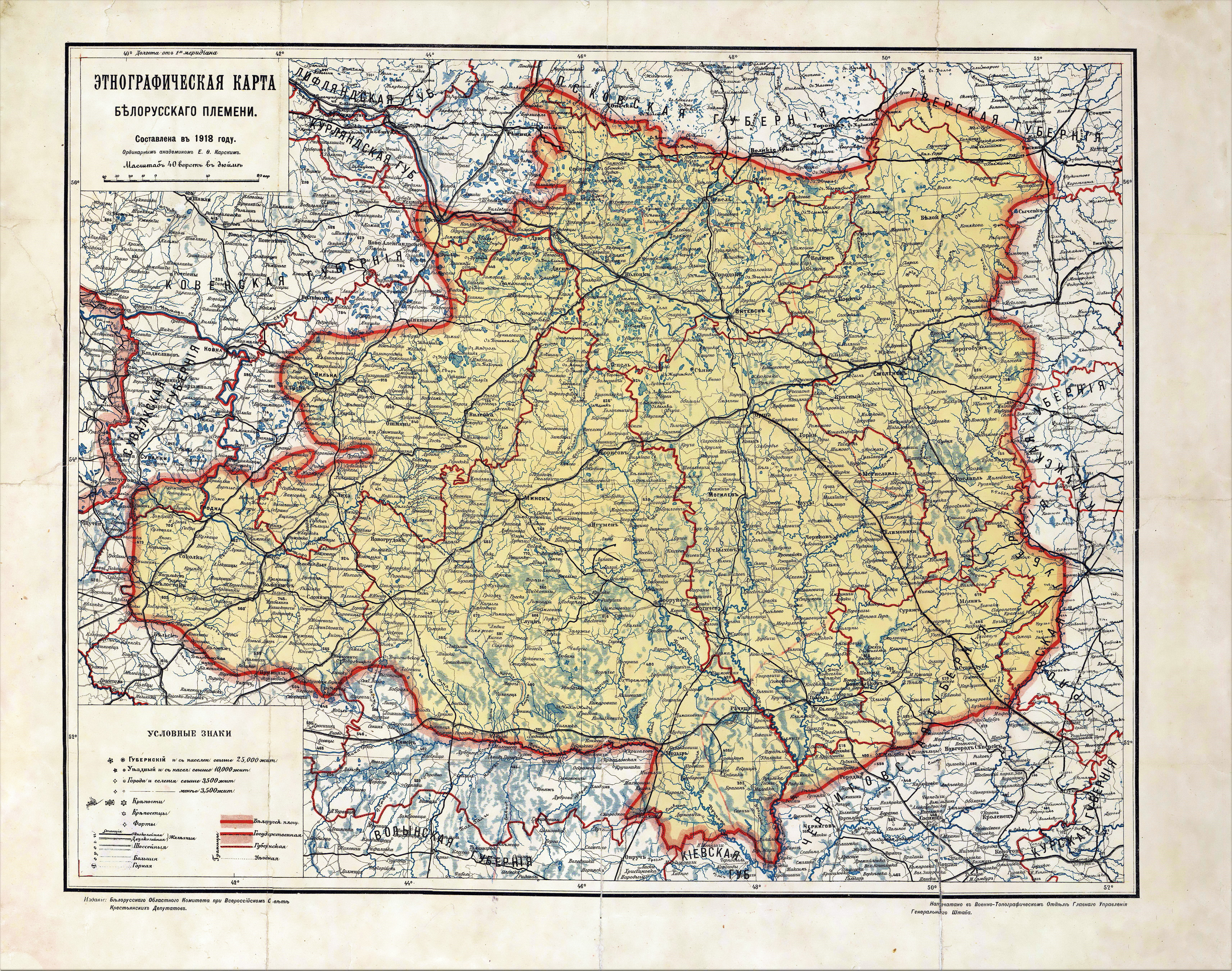
«Этнографическая карта белорусского племени» Евфимия Карского, 1918 год

В конце XVIII века в результате трёх разделов Речи Посполитой белорусские земли были включены в состав Российской империи. В Российской империи, в рамках государствообразующей концепции триединого русского народа, белорусы рассматривались как одна из его ветвей, что поддерживалось рядом историков, географов и языковедов, таких как И. И. Срезневский, Н. И. Костомаров и другие (см. также западнорусизм). Во время восстания 1863—1864 годов один из его предводителей Константин Калиновский пропагандировал идеи независимости белорусского края от Российской Империи. В издаваемой им подпольной белорусскоязычной газете «Mużyckaja prauda» Калиновский призывал безземельных белорусских крестьян бороться за землю и свободу. Идея самостоятельности белорусского народа была выдвинута народнической группой «Гомон» (белорусской фракцией революционной организации «Народная воля»), действовавшей среди белорусских студентов в Петербурге в 1880-е годы под влиянием аналогичных украинских групп.
После Октябрьской революции 1917 года знаменательным событием стало провозглашение 25 марта 1918 года независимости Белорусской Народной Республики. В дальнейшем была основана советская белорусская государственность (БССР), произошли радикальные изменения в жизни белорусов: в довоенный период резко изменились их условия жизни, выросла грамотность, началось преподавание белорусского языка в школах, начали вырабатываться нормы белорусского литературного письма.
Ночь поэтов (белор. Ноч паэтаў), Ночь расстрелянных поэтов (белор. Ноч расстраляных паэтаў) или Чёрная ночь (белор. Чорная ноч) — массовое политическое убийство представителей белорусской и еврейской интеллигенции, а также деятелей культуры, науки и искусства в БССР, и один из самых значимых моментов репрессий в БССР. Произошедшее в ночь с 29 по 30 октября 1937 года во Внутренней тюрьме НКВД и Пищаловском замке в Минске. Этому также способствовало присоединение к БССР территории Западной Белоруссии (1939). Проводилась политика развития хуторов в 1920-х годах (прищеповщина) и коренизации, которая однако в послевоенный период пошла на убыль.
Вопросы развития белорусского языка и белорусской культуры были снова подняты в конце восьмидесятых годов. В августе 1991 Декларация о государственном суверенитете Беларусь (Республики Беларусь) 1990 года получила статус конституционного акта и таким образом положила начало существованию независимой Беларуси.

## Культура
При общей однородности белорусской культуры сформировались её региональные различия. Выделяется шесть историко-этнографических районов: Поозёрье (север), Поднепровье (восток), Центральная Беларусь, Понеманье (северо-запад), Восточное и Западное Полесье.

## Язык
Формирование белорусского языка началось в XIII веке на общей для белорусов, украинцев и русских восточнославянской основе и под влиянием письменной церковнославянской традиции. К XIV веку сформировался белорусский вариант письменного церковнославянского языка, а также старобелорусский язык, использовавшийся в качестве канцелярского языка в Великом княжестве Литовском, Русском и Жемайтском (до 1697 года). Старобелорусский язык существенно отличался от русского языка и был весьма близок староукраинскому языку. Среди специфических черт, свойственных белорусскому языку и несвойственных остальным восточнославянским языкам, можно назвать наличие отвердевших согласных [ж], [ш], [дж], [ч], [р], [ц]: ср. белорусск. рад (рад и ряд), граць и гразь — русск. «рад» и «ряд», «играть» и «грязь», укр. рад и ряд, грати и грязь и т. п.. В белорусском языке имеется согласный звук «у неслоговое» [ў], развившийся из исторических согласных [в], [л] и гласного [у] в позиции после гласного: ср.: бел. пайшоў, поўны, плаўны, — рус. «пошёл», «полный», «плавный»; бел. жаўранак — рус. «жаворонок»; бел. узрост — ва ўзросце (рус. «возраст»). Среди других особенностей — наличие аффрикат [дж], [дз'], [дз], дзеканья и цеканья, то есть произношение мягких «д» и т со свистящим призвуком: ср. русск. «дед», «тихо», укр. дід, тихо — белорусск. дзед, ціха.
Среди памятников письменности, созданных на старобелорусском языке — Статуты Великого Княжества Литовского (1529, 1566, 1588), обширный корпус белорусско-литовских летописей XIV—XVII веков.
Первая официальная кодификация белорусского языка, более известная как «Тарашкевица», была осуществлена в 1918 году Брониславом Тарашкевичем. В 1933 году была проведена реформа белорусского правописания, которая приблизила белорусскую орфографию к русской и установила современную официальную и наиболее распространённую норму белорусского языка.
Вследствие длительной политики русификации белорусов, проводимой Российской империей, Советским Союзом и Республикой Беларусь при режиме Лукашенко, бо́льшая часть белорусов по происхождению говорят в быту преимущественно или только на русском языке.

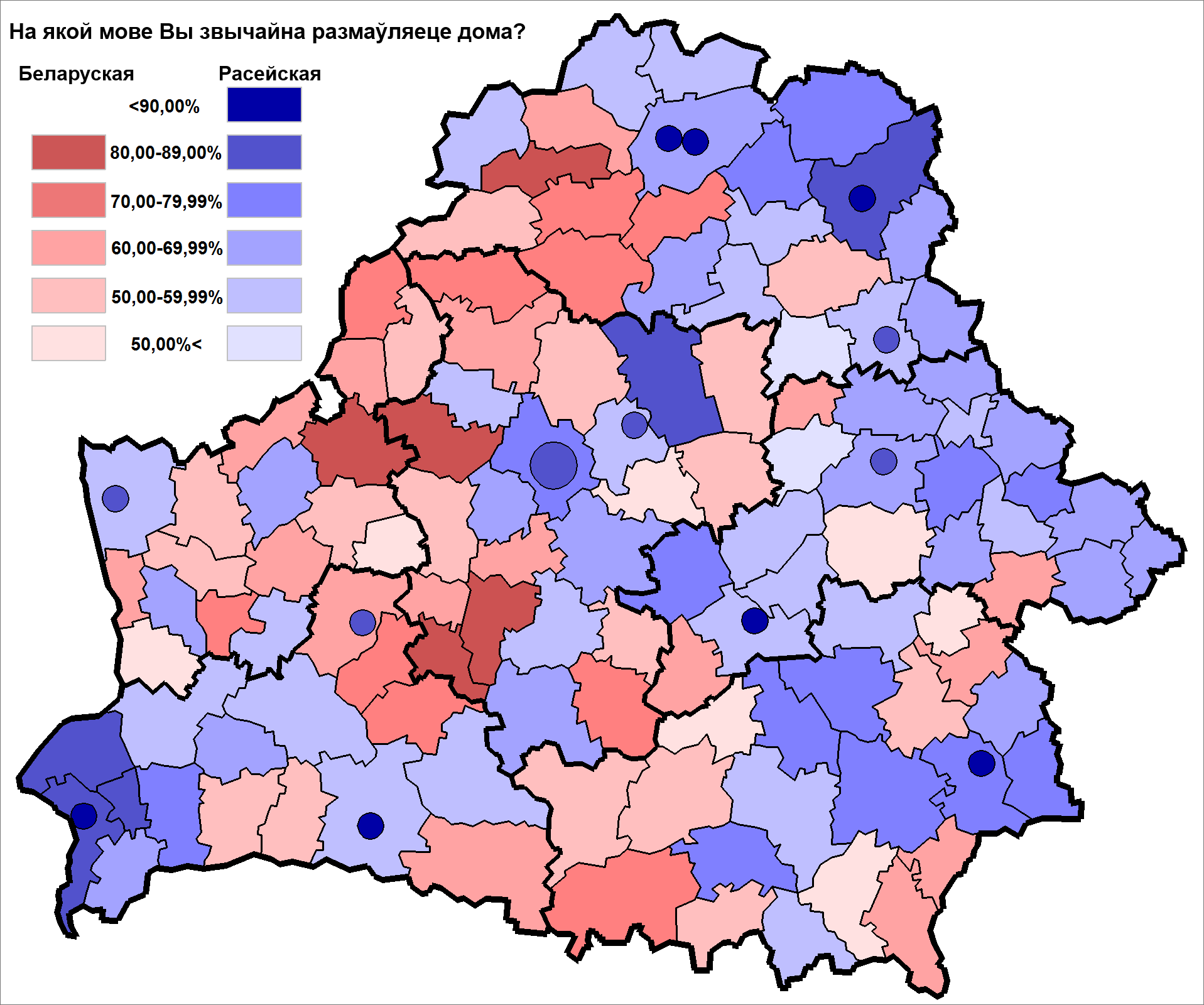
Процент населения, указавший белорусский язык, как язык, на котором обычно разговаривают дома

По данным переписи населения Беларуси 2009 года, родным белорусский язык указали 4 841 319 белорусов (60,84 %). Кроме того, 1 009 935 (12,69 %) белорусов указали белорусский как второй язык, которым они свободно владеют. Таким образом, в Беларуси в 2009 году 5 851 254 (73,53 %) белоруса заявили о свободном владении белорусским языком. Тем не менее лишь 2 073 853 (26,06 %) белоруса заявили, что обычно говорят по-белорусски дома. По сравнению с 1999 годом эти цифры отражают тенденцию снижения использования белорусского языка; по результатам предыдущей переписи, белорусский считали своим родным 85,6 % белорусов, а дома на нём общались 41,3 %.
Для белорусов характерен русско-белорусский билингвизм, причём большинство, особенно в крупнейших городах, преимущественно пользуется русским языком. Так, по данным переписи 2009 года, по всей стране 5 551 527 (69,77 %) белорусов заявили, что дома обычно говорят по-русски, тогда как в Минске эта доля возрастает до 87,29 %. Степень владения русским языком среди белорусов высока; так, о том, что для них русский язык является родным, заявили 2 943 817 (37,00 %) белорусов, а о том, что свободно владеют русским языком как вторым, заявили 1 206 439 чел. (15,16 %). Суммарное число белорусов, заявивших о свободном владении русским языком, составило 4 150 256 чел. (52,16 %), что на 1,4 млн чел. меньше количества заявивших, что дома обычно говорят по-русски.
По итогам исследования национальной идентичности было выявлено, что 34 % белорусов заявляют о свободном владении ими белорусским языком, около 6 % белорусов говорят, что постоянно пользуются белорусским языком, а почти 74 % постоянно пользуются русским языком.
Среди белорусов, проживающих в небольших населённых пунктах, также распространена трасянка — своеобразная «креольская смесь» белорусского и русского языков, сочетающая в себе черты обоих языков, проявляющиеся неравномерно и непоследовательно.

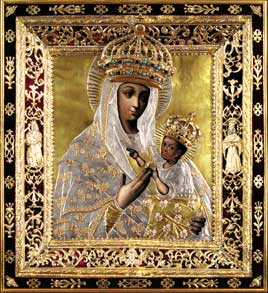
Будславская Икона Божией Матери, 1590-е

## Вероисповедание
Верующие белорусы — в основном православные. По данным Католической церкви, католики составляют 14,5 % населения Беларуси, свыше 1,4 млн чел. ЦРУ публикует оценку суммарной доли католиков, протестантов, иудеев и мусульман в населении Беларуси: 20 % на 1997 год Архивная копия от 30 апреля 2020 на Wayback Machine; имеются и более низкие оценки — католики (преимущественно латинского обряда, есть немногочисленные общины греко-католиков), а также протестанты (баптисты, пятидесятники и др.).

## Традиционные занятия
Традиционные занятия белорусов — земледелие, животноводство, а также пчеловодство, собирательство. Выращивали озимую рожь, пшеницу, гречиху, ячмень, горох, лён, просо, коноплю, картофель. В огородах сажали капусту, свёклу, огурцы, лук, чеснок, редьку, мак, морковь. В садах — яблони, груши, вишни, сливы, ягодные кустарники (крыжовник, смородину, ежевику, малину и др.). Господствующей системой землепользования в начале XX века было трёхполье, у малоземельных — двуполье.

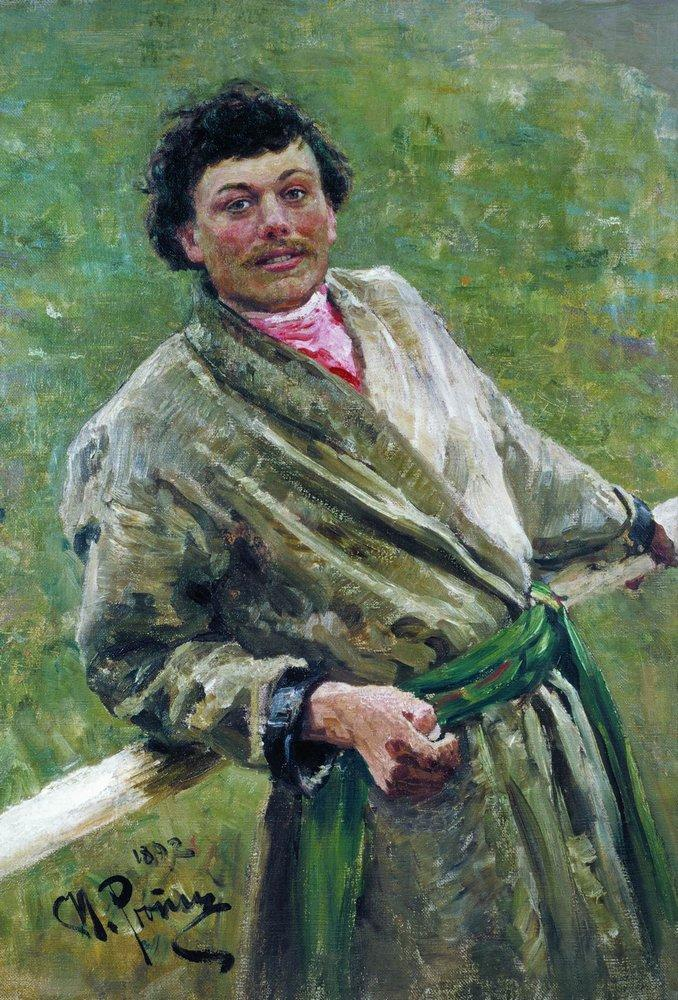
И. Е. Репин, «Белорус» (1892)

Основные пахотные орудия — соха (полесская, или литовская, витебская, или «перекладка», поднепровская). Использовали также рало, сошку. Для боронования применялась плетёная или вязаная борона и более архаичная борона-суковатка, смык. С конца XIX века появились железные плуг и борона. Орудия уборки урожая — серпы, косы, вилы, грабли. Зерно сушили в срубных помещениях — осетях или евнях. Для обмолота использовали цеп, валек, круглую колоду. Зерно хранили в амбарах и клетях, картофель — в истопках и погребах, склепах.
В животноводстве большую роль играло свиноводство. Разводили также крупный рогатый скот. По всей территории Беларуси распространено овцеводство. Коневодство наиболее развито на северо-востоке. Повсеместно собирали в лесу ягоды, грибы, заготавливали кленовый и берёзовый соки. В реках и озёрах ловили рыбу.

## Промыслы и ремёсла
Получили развитие промыслы и ремёсла — изготовление рогож и циновок, земледельческих орудий, обработка кож, овчины, мехов, изготовление обуви, транспортных средств, мебели, керамической посуды, бочек и домашней утвари из дерева. Особое значение имело изготовление декоративно-прикладных изделий из текстильного сырья и кожи, изделий с народной вышивкой. Отдельные виды промыслов и ремёсел сохранялись постоянно, но многие исчезли. В последние годы начали возрождаться плетение из соломки, изготовление поясов, вышивка одежды и др.

## Поселения

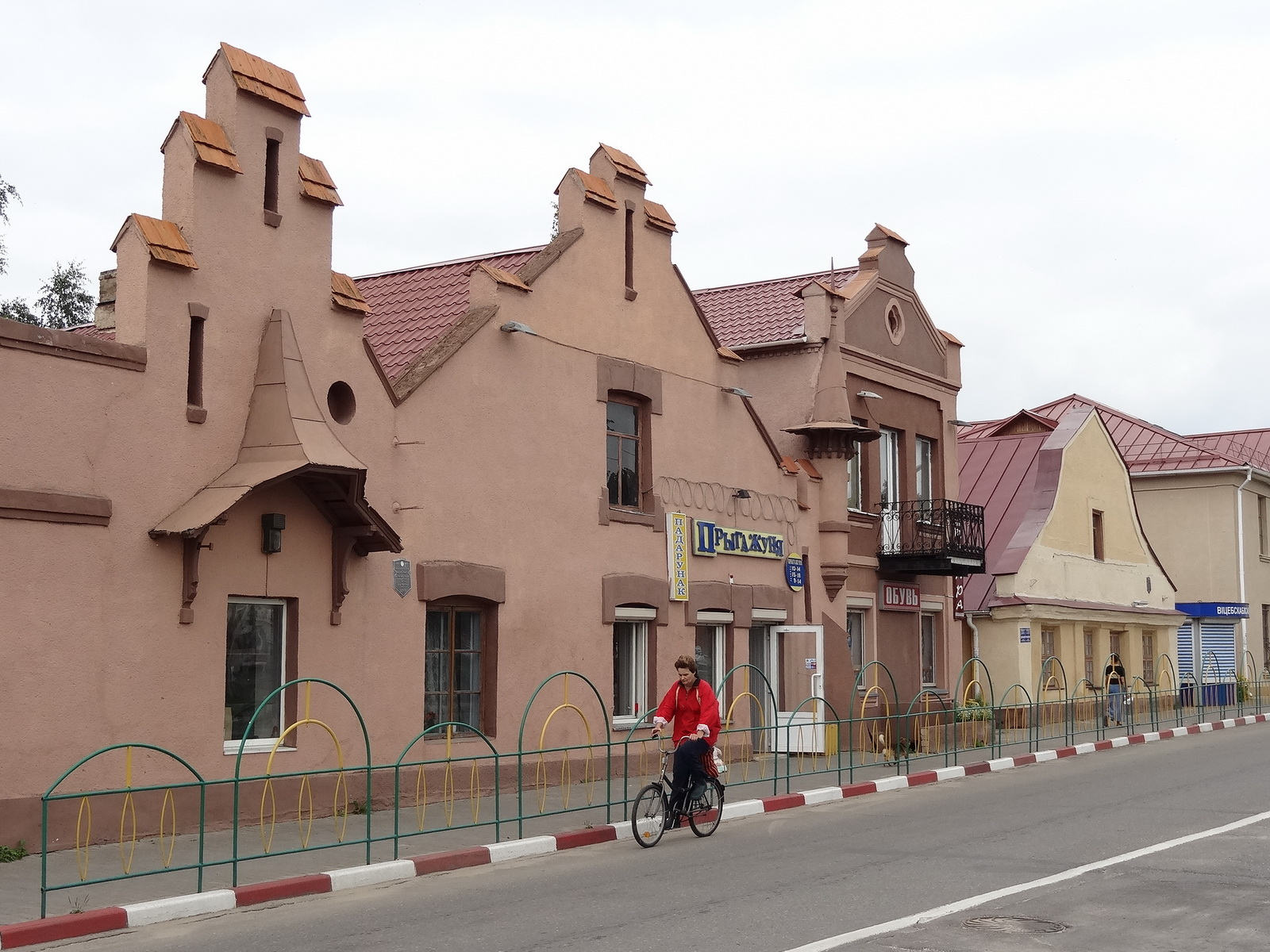
Старая застройка в Поставах

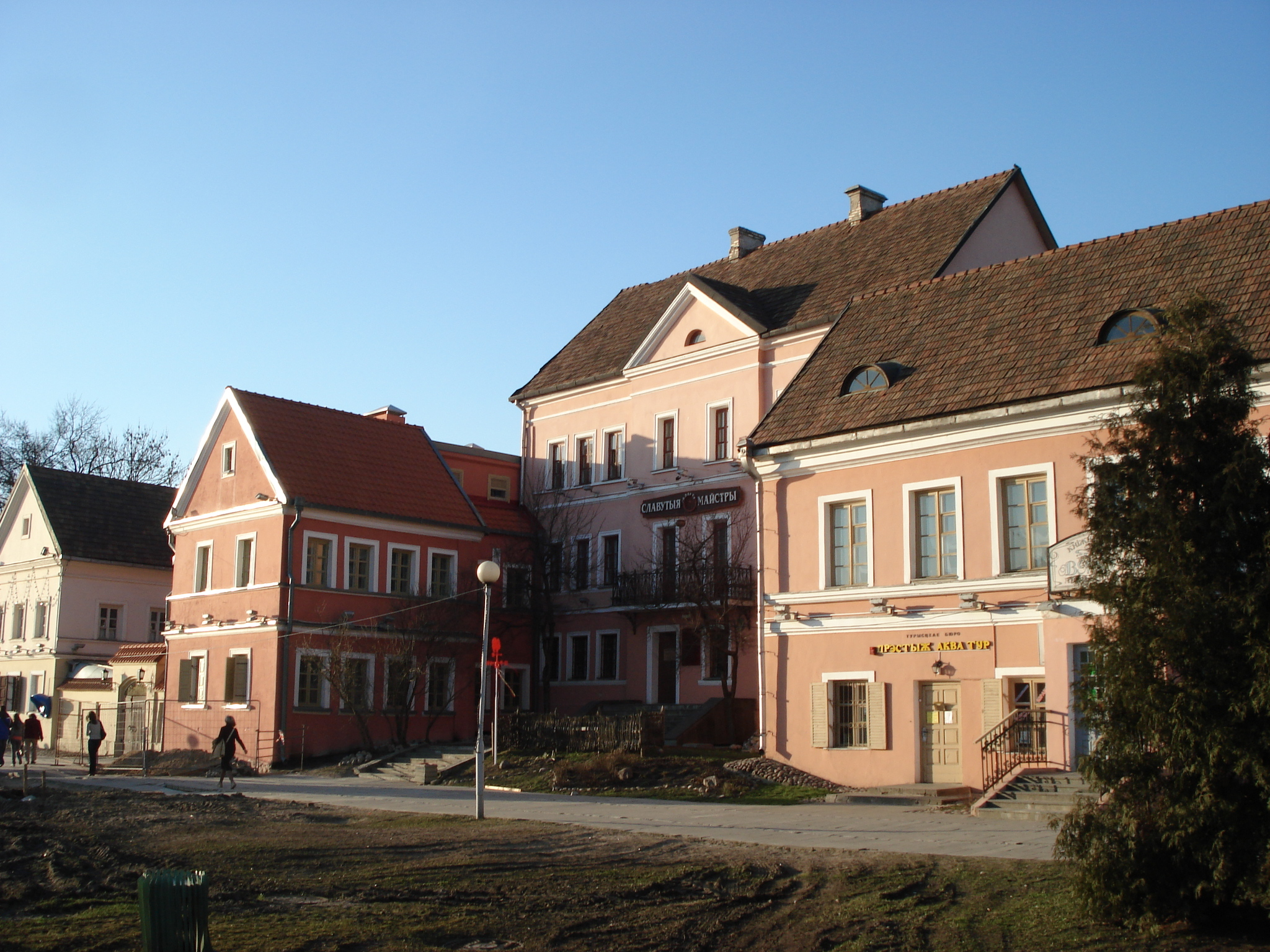
Старинные здания в Троицком предместье, некоторые из них имеют своды XVII столетия

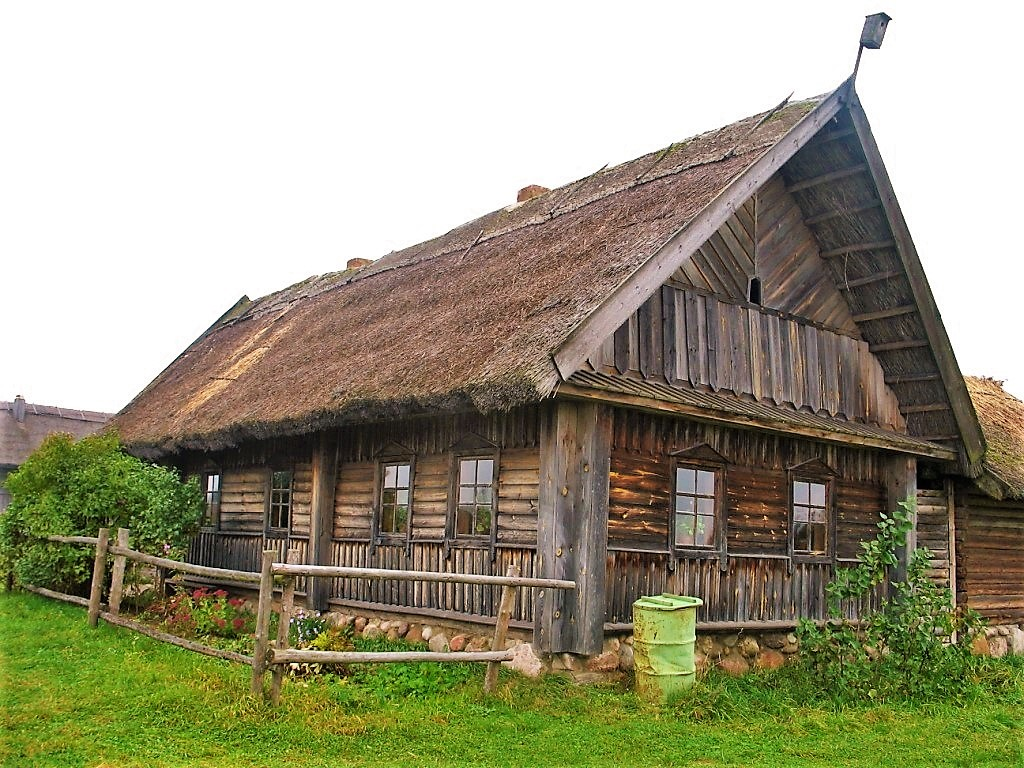
Белорусская хата в музее под открытым небом Строчицы

### Основные типы
Вёска («деревня») — наибольшее распространение, местечки, застенки (поселения на арендованной земле), выселки, хутора.

### Планировка
Исторически развилось несколько форм планировки поселений: скученная (бессистемная), линейная (рядовая), уличная и др. Скученная форма была наиболее распространена на северо-востоке, особенно в шляхетских околицах. Линейная планировка (усадьбы расположены вдоль улицы с одной её стороны) на всей территории Беларуси широкое распространение получила в XVI—XVII веках. Число домов в поселении — от 10 до 100 (преимущественно в Полесье). Во время Великой Отечественной войны было сожжено 9200 деревень. В послевоенный период деревни укрупнялись, создавались новые культурно-бытовые сооружения, дворцы культуры, клубы, школы, медицинские учреждения. В современных деревнях преобладает уличная планировка, дома располагаются вдоль дорог с обеих сторон, торцом к дороге.

## Жилище

### Традиционное
Эволюционировало от землянки до однокамерных, позднее многокамерных построек. В начале XX века основными типами были 1-2-3-камерные бревенчатые строения с двухскатной, реже — четырёхскатной крышей, покрытой соломой, дранкой, доской; преобладающая планировка: хата + сени и хата + сени + камора (клеть). Постепенно третье строение приобрело жилую функцию: хата + сени + хата; усложнилась внутренняя планировка, выделились отдельные помещения. Внутренняя планировка была устойчива — печь размещалась в правом или левом углу от входа и устьем повернута к длинной стене с окном. В противоположном углу по диагонали от печи находился красный угол (кут, покуть), почётное место в доме. Там стоял стол и находилась икона. Вдоль стен размещались лавки. От печи вдоль глухой стены были полати — нары. Позднее появились кровати. Около дверей стояли небольшие лавки (услоны). На стене, на кухне — полка для посуды. Интерьер оформлялся различными кружевами, домоткаными скатертями, ручниками и покрывалами, коврами и одеялами. Декоративно-архитектурные орнаменты украшали жилище с внешней стороны. Эволюция современного жилища белорусов выразилась в росте домов-пятистенков, появлении кирпичных, нередко двухэтажных домов, часто с водопроводом, газом.

### Крестьянский двор
Состоял из хаты, амбара (клети), навеса для дров (паветки), сарая для скота (хлева), сарая для сена (евни, осети, пуни, гумно). Выделяется три основных типа планировки усадеб: веночный — весь комплекс жилых и хозяйственных построек образует квадрат или прямоугольник, все строения связаны друг с другом; погонный — жилые и хозяйственные постройки образуют ряд в несколько десятков метров; несвязанные строения (появился недавно, чаще встречается в Минской, Брестской и Гродненской областях). В послереволюционное время отпала необходимость в некоторых хозяйственных постройках, например, помещениях для обмолота зерна, содержания коней, волов и др.; ликвидация их привела к трансформации традиционной планировки в двухрядную погонную, Г-образную и с несвязанными строениями.

## Традиционный комплекс одежды
|  |  |  |  |  |  |  |  |  |  |  |

В конце XIX — середине XX веков сформировались и бытовали традиционные строи одежды.

### Мужской
Состоял из рубахи, ноговиц (поясная одежда), безрукавки (камизельки). Рубаху носили навыпуск, подпоясывались цветным поясом. Обувь — лапти, кожаные постолы, боты, зимой валенки. Головные уборы — соломенная шляпа (брыль), валяная шапка (магерка), зимой меховая шапка (аблавуха). Через плечо носили кожаную сумку. В мужском костюме преобладал белый цвет, а вышивки, украшения были на вороте, внизу рубахи; пояс был разноцветным.

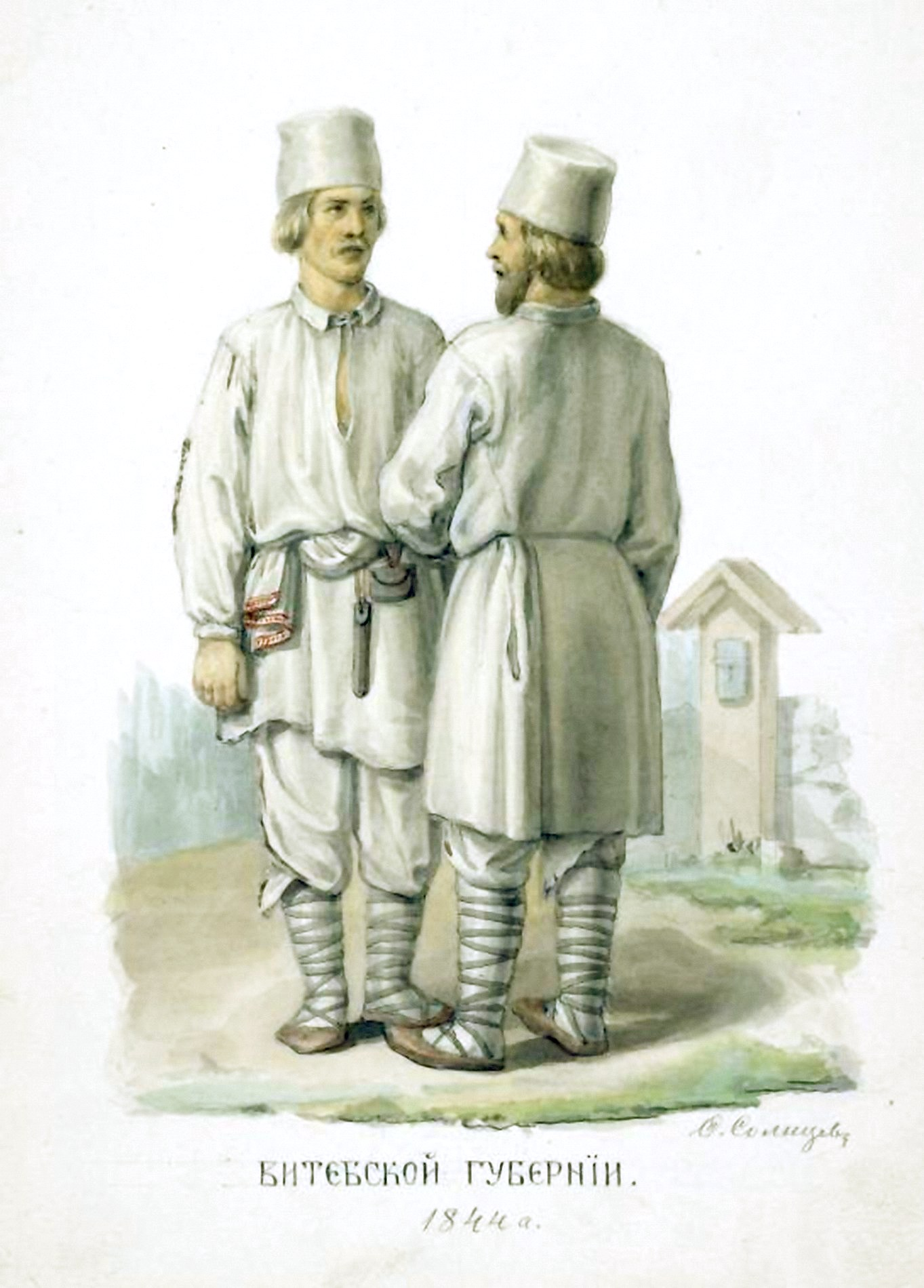
Фёдор Солнцев Крестьяне Витебской губернии, 1844 г.

### Женский

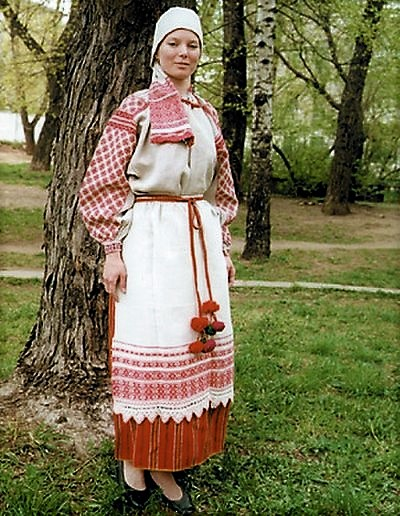
Белоруска в национальном народном наряде

Женский костюм более разнообразен, с выраженной национальной спецификой. Выделяются четыре комплекса: с юбкой и фартуком; с юбкой, фартуком и безрукавкой (гарсетом); с юбкой, к которой пришит лиф-корсет; с понёвой, фартуком, безрукавкой (гарсетом). Два первых известны по всей территории Беларуси, два последних в восточных и северо-восточных районах. Имеется три типа рубах: с прямыми плечевыми вставками, туникообразная, с кокеткой; большое внимание уделялось вышивкам на рукавах. Поясная одежда — разнообразного фасона юбки (андарак, саян, палатняник, летник), а также понёвы, фартуки. Юбки — красные, сине-зелёные, в серо-белую клетку, с продольными и поперечными полосами. Фартуки украшались кружевами, складками; безрукавки (гарсет) — вышивкой, кружевами.

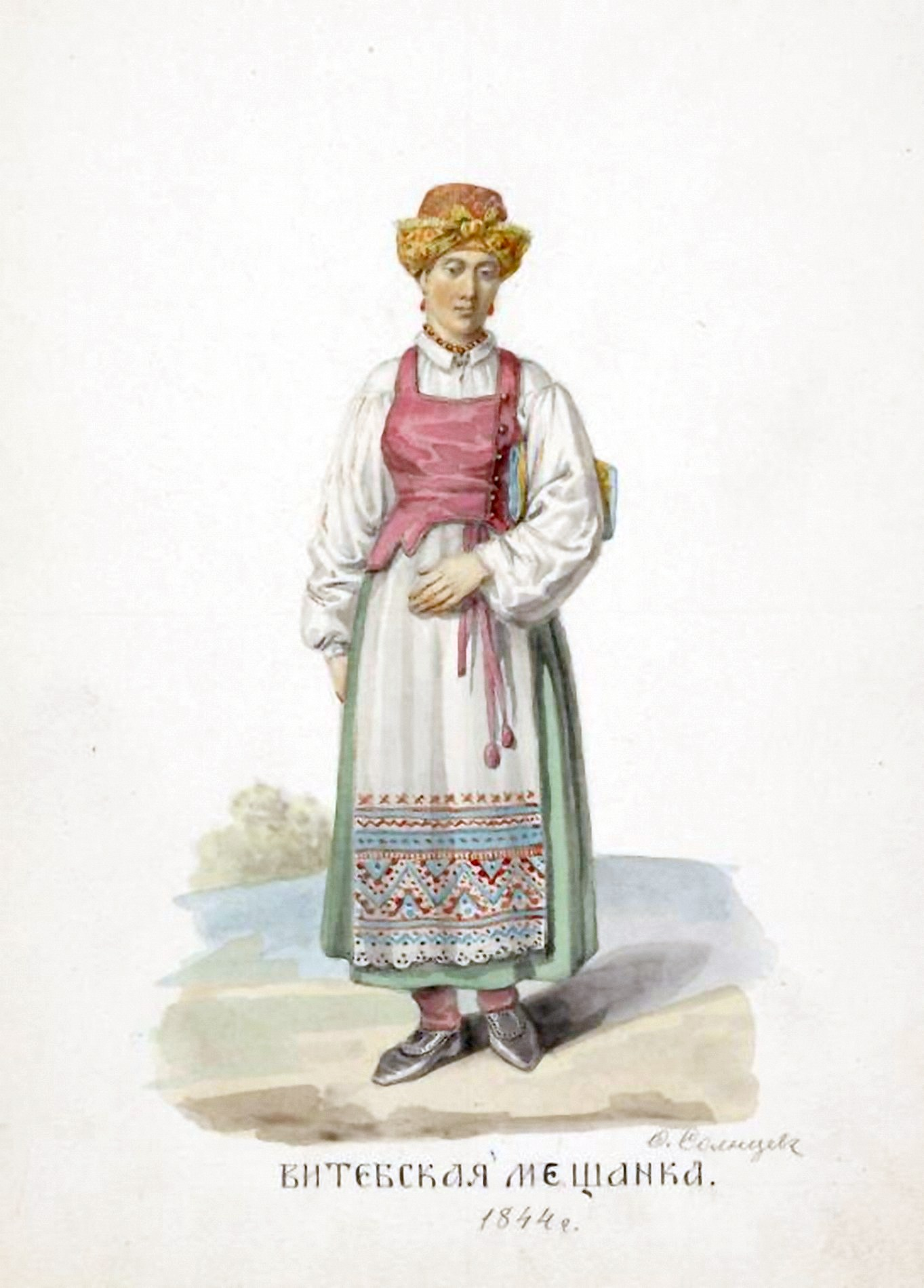
Фёдор Солнцев Витебская мещанка, 1844 г.

Головной убор девушек — узенькие ленты (скидочка, шлячок), венки. Замужние женщины убирали волосы под чепец, надевали полотенчатый головной убор (намитка), платок; существовало множество способов их завязывать. Каждодневная женская обувь — лапти, праздничная — постолы и хромовые боты. Верхняя мужская и женская одежда почти не отличалась. Её шили из валеного некрашеного сукна (свита, сермяга, бурка, латушка) и дублёной (казачина) и недублёной (кожух) овчины; носили также кафтан. В современном костюме используются традиции национальной вышивки, покроя, цветовой гаммы.

## Кухня
Белорусская кухня испытала сильное влияние русской, украинской, литовской и польской кухонь.

### Традиционная
Включает разнообразные блюда из муки, круп, овощей, картофеля, мяса и молока. Способы сохранения продуктов — сушка, квашение, соление. В питании большую роль играли дикорастущие растения — щавель, лук луговой, полевой чеснок, крапива и др. Наиболее древний вид растительной пищи — каши из ячменных зёрен, проса, овса, ячной и гречневой круп. Каши из ячменных зёрен (кутья, гуща) сохраняются и сейчас как обрядовые на родины, поминки. Из муки (преимущественно ржаной) готовили жидкие и полужидкие блюда: квашеные — солодуха, кваша, кулага и неквашеные — калатуша, затирка, галушки, макароны, кулеш, маламаха. Из овсяной муки — кисели, жур, толокно.
Основу повседневного питания составлял хлеб (ржаной, реже — пшеничный). Его пекли преимущественно из кислого теста с различными добавками — картофелем, свёклой, с желудями, мякиной и др. в зависимости от достатка в семье. Из хлебного теста пекли различные лепёшки — сковородники, преснаки, коржи; в праздники — пироги.

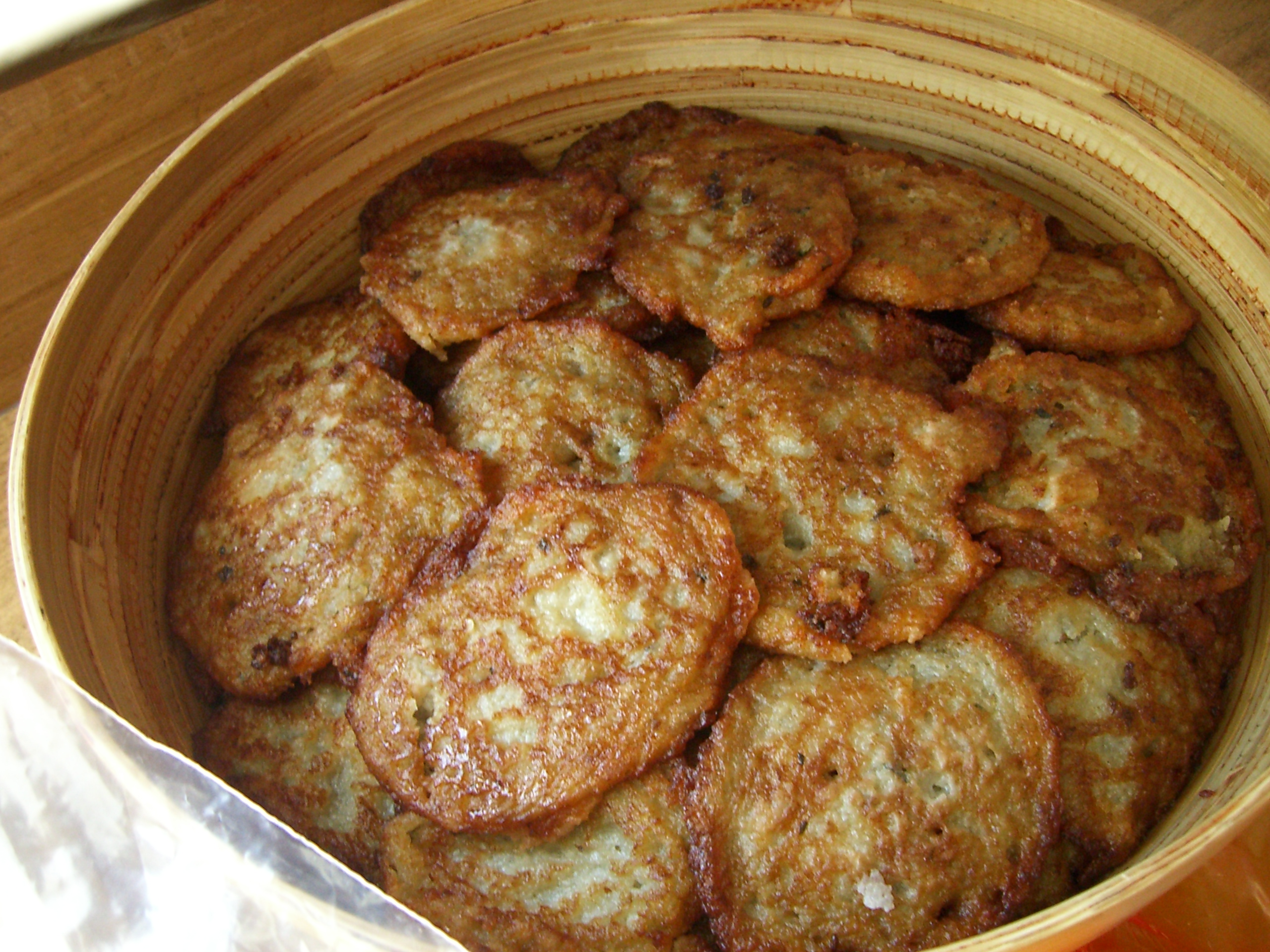
Драники

Традиционная еда белорусов — блинцы из ржаной, пшеничной, гречневой муки. Один из основных продуктов питания белорусов — овощи. Горох тушили; капусту, свёклу, брюкву, огурцы солили; репу, морковь — парили и пекли. Из овощей варили жидкие блюда — ботвинья, холодник, борщ. Со второй половины XIX века прочные позиции в питании занял картофель. Известно более 200 белорусских блюд из картофеля — печёный, отварной, жареный, тушёный, пюре, комы, бабка, или дранка, клёцки, колдуны, блины, гульбишники, оладьи, суп, запеканки, пирожки и т. д. Молоко чаще употребляется в кислом виде; творог и особенно масло, сметана — в ограниченном количестве. Мясо и мясные продукты использовались преимущественно в составе блюд, чаще употребляли свинину, баранину, мясо домашней птицы, реже говядину. Из напитков известны берёзовый сок, медовый, хлебный, свекольный квасы.

### Обрядовая еда
Каравай на свадьбе; крашеные яйца, булки, пасха, колбасы на Пасху; кутья, блины, кисели на поминках; бабина каша на родины; блины на масленицу; кулага на Купалле и др. Традиции питания в значительной мере сохраняются и сейчас. В рационе преобладают блюда из картофеля, блины, каши, молочные блюда. Увеличилось потребление мясных продуктов, подсолнечного масла. Появились блюда, заимствованные у других народов: шашлык, бефстроганов, плов, гуляш, пельмени и др. Возросла роль привозных напитков — чая, какао, кофе. Не исчезли из употребления, однако, конопля, льняное семя, некоторые блюда из муки — солодуха, кулага, толокно, мучные кисели.

## Семья
По данным инвентарей конца XVI — первой половины XVII веков, средняя численность крестьянского двора была близка к 6 людям. Обычно его населяла одна нуклеарная семья (родители с детьми), реже — 2 такие семьи (родители и женатый сын, два женатых брата). В среднем на двор приходилось 1,2 — 1,3 супружеские пары. Ко второй половине XVIII века заметно возрастает количество дворов, в которых жили неразделенные семьи. В них могли вести совместное хозяйство родители и 2 женатых сына, или 2-3 брата со своими семьями, реже — более отдаленные родственники (дядя и племянник, двоюродные братья с их женами и детьми). Существовал и обычай «примачества» — когда зять переходил в хозяйство своих тестя и тещи. Как правило, это происходило в случаях, когда в семье были только дочери. В целом на 2 крестьянских двора в XVIII веке приходилось примерно 3 брачных пары. Основной причиной было воздействие крепостного права. Чтобы не только обрабатывать свой надел, но и выполнять барщину, нужно было много крестьянских рук. А поскольку повинности обычно раскладывались на двор (дым), было выгодно двум семьям жить под одной крышей. После присоединения белорусских земель к Российской империи в конце XVIII века нормы барщины ещё более возросли, и как результат в первой половине XIX века многосемейные хозяйства стали господствующими. В среднем на двор приходилось около 8-9 человек и 2 брачные пары. После отмены крепостного права в 1863 г. число неразделенных семей начало быстро сокращаться, и к началу XX века вновь преобладали семьи из родителей с детьми.
В XIX и даже в начале XX века в деревне сохранялись элементы общинной организации — взаимопомощь односельчан в работе — толока (бел. талака), сябрыны. Многие важные дела решались на деревенских сходах, в которых принимали участие главы семей (гаспадары). На сходах выбирали старосту, назначали опекунов, обсуждали семейные конфликты и др.

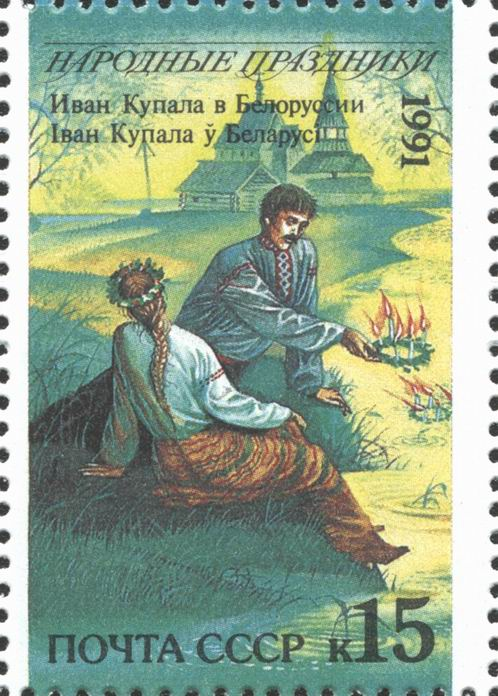
Празднование Ивана Купалы в Беларуси. Почтовая марка СССР (1991 год)

## Обряды

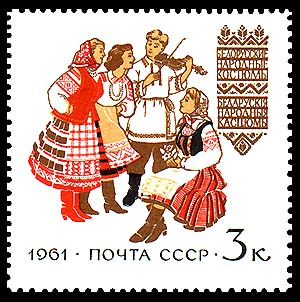
Почтовая марка СССР, 1961 год

Из семейных обрядов наиболее красочным была свадьба. Свадебные обряды можно подразделить на предсвадебные (сватовство, заручины); собственно свадьбу (суборная суббота, печение каравая, пасад, встреча дружин молодых, сведение молодых, деление каравая); послесвадебные перезвы. Наиболее важными считали посад невесты и жениха, выкуп косы, деление каравая. Многие традиционные обряды, в сокращённом виде или переосмысленные, сохранились и в современной свадьбе белорусов, многие воспроизводятся в игровой форме. Главный момент родильных обрядов — разбивание горшка, угощение бабиной кашей, катание бабки-повитухи на бороне, санях, лошадях. Похоронный обряд включал ряд архаичных элементов — поминальная трапеза с обязательной кутьёй, зажжение свечей.
Большим разнообразием отличается календарный обрядовый цикл. Накануне Рождества устраивали ужин (постный), обязательное блюдо — ячменная каша. Девушки гадали о своей судьбе. Пели калядки и щедровки. Во второй день Рождества группа молодёжи, нарядившись Козой, Медведем, Конём, обходила дома соседей и исполняла величальные песни (колядки). На масленицу пекли блины, катались на лошадях, однако масленичные обряды белорусов были менее развиты, чем у русских или украинцев. Встреча весны отмечалась пением веснянок. Из восточнославянских народов обрядовый характер встречи весны дольше всего сохранялся у белорусов.

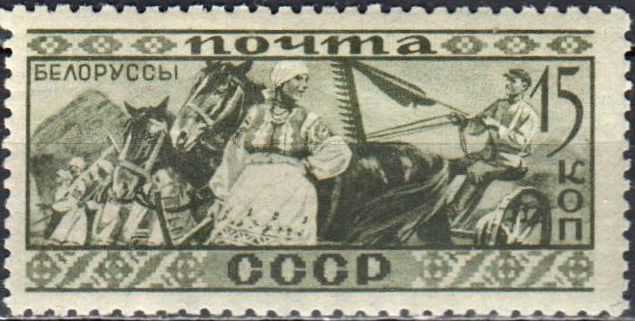
Серия «Народы СССР» (белорусы), почтовая марка СССР 1933 года

Национальную специфику составляли волочебные песни, которые у белорусов были более распространены, чем у русских и украинцев. Они исполнялись на Пасху во время обхода дворов волочебниками (взрослые мужчины), желавшими хозяевам урожая, богатства в доме. На второй день Пасхи водили хороводы. Особый пласт народного поэтического творчества представляет купальская поэзия. Этот праздник сохранил наиболее архаичные черты. В ночь на Ивана Купалу жгли костры, парни и девушки прыгали через них, искали чудодейственный цветок папоротника, купались, гадали, пускали венки по воде и др. Сохранилось много купальских песен. Широко распространены дожинки. Плели дожинковый венок, украшали последний сноп, устраивали праздничную трапезу. Дожинки сопровождались особыми песнями.
В фольклоре белорусов представлен широкий спектр жанров — сказки, легенды, предания, пословицы, поговорки, загадки, заговоры, календарная и семейная обрядовая поэзия, народный театр и др. В легендах, преданиях, сказках нашли отражение дохристианские представления белорусов о происхождении мира. Богато песенное творчество белорусов. Из музыкальных инструментов популярны были дуда, басетля, жалейка, лира, бубен.

## Белорусы в филателии
В 1933 году в СССР была выпущена этнографическая серия почтовых марок «Народы СССР». Среди них была марка, посвящённая белорусам.